# オスティア・アンティカ

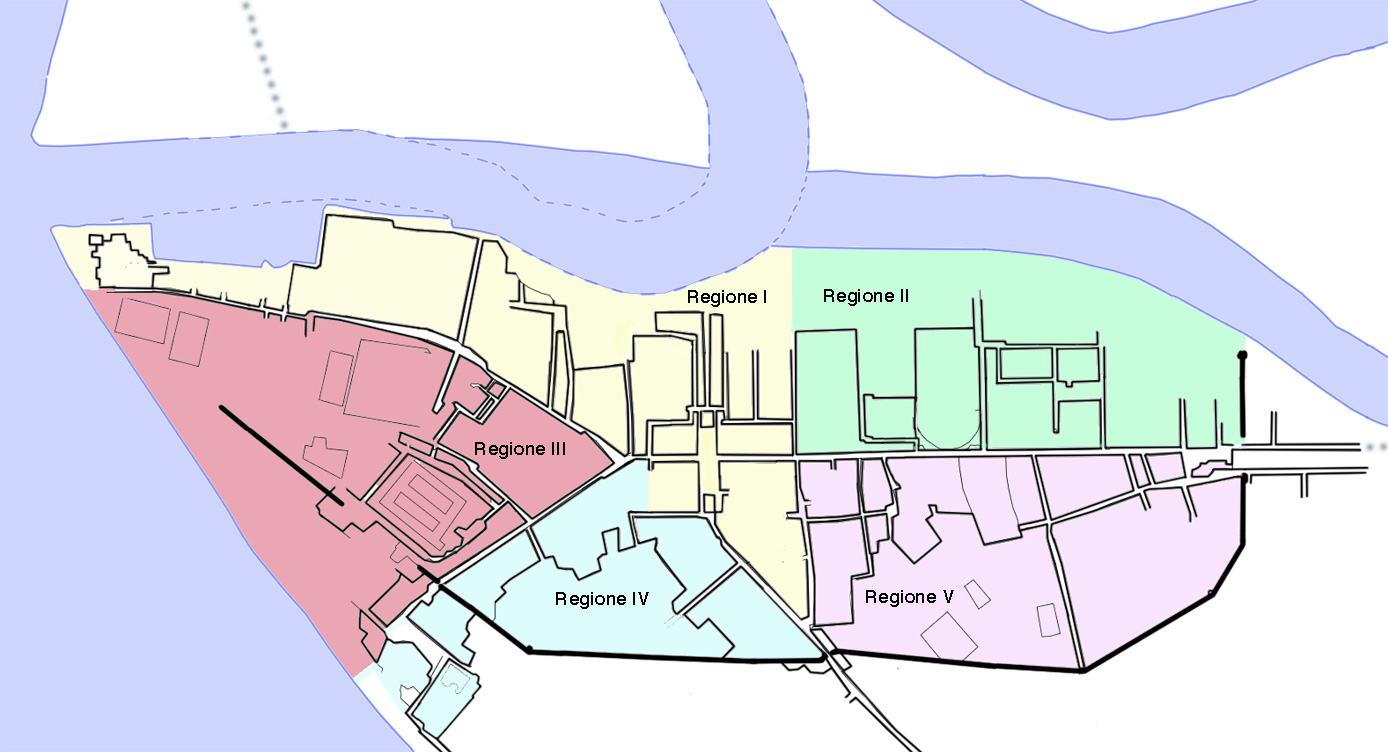
概略図

オスティア・アンティカ（イタリア語: Ostia Antica）は、イタリア ラツィオ州ローマ市のオスティア地区にある古代ローマ時代の港湾都市遺跡。ローマの南西約22kmのテヴェレ川河口部に位置する。そのことから、ラテン語で『os (河口) + tia (テヴェレ)』という地名が付けられた。土砂の堆積により、現在は海岸線から3km内陸に位置しており、遺跡の保存状態も良好である。歴史文献では、単にオスティアと表記されることも多いが、現在は海岸に近い場所にある新市街をオスティアと表記し、古代都市をオスティア・アンティカと表記する。

## 歴史
神話によれば、紀元前7世紀後半に王政ローマ第4代の王アンクス・マルキウスがこの町を設けたと言われているが、現代の考古学的な裏付けは取られていない。ただ、この頃にはテヴェレ川河口部には塩田を行う小さな集落が存在していたため、テヴェレ川対岸を支配していたエトルリアのウェイイに対抗してオスティアに駐屯軍を置く必要があったと思われる。
考古学的な記録によれば、オスティアの町は紀元前4世紀の初頭まで遡ることができる。ローマは紀元前396年にウェイイを征服するとともに、オスティアの支配を強固とするため頑丈な石造りの城壁と塔によって守られた城塞を造った。この地はまた、ギリシアやシラクサによる侵攻の脅威に対する防衛拠点としても重要で、紀元前3世紀から2世紀にかけて勃発したポエニ戦争ではローマ海軍の主要拠点となった。カルタゴを下し地中海の制海権を得た後、オスティアは軍事的機能より商業的機能がより重視されるようになっていった。
この時期、ローマの都市計画で見られるような東西の大通りデクマヌス・マクシムスと、南北の大通りカルド・マクシムスを軸線とした都市建設が実施されていった。このようにして、オスティアは古代ローマ国家にとって最初の植民市（コロニア）となり、小麦を始めとする食料の物流拠点として、同時にテヴェレ川河口の軍事拠点として重要な位置を占めていた。
街は徐々に大きくなり、紀元前1世紀にキケロにより改築された街を囲む城壁の長さは約2km、城壁内の面積は50ヘクタールであったという。城壁には3箇所の城門が設けられ、デクマヌス・マクシムス通りの東端にローマ門、西端にマリーナ門、カルド・マクシムス通りの南端にラウレンティーナ門が設けられていた。街の北側はテヴェレ川に面した船着き場、マリーナ門の外は海岸に、ローマ門はローマに続くオスティエンセ街道に接続していた。
ローマ帝国初代皇帝アウグストゥスによりローマ海軍の拠点がミセヌム港に移されると共に、街は商業都市として栄えるようになり、大規模な倉庫も設けられた。ティベリウス帝の時代には、新たにフォルム（公共広場）が設けられ、広場の北端にはカピトリウムが、南端にはローマ神やアウグストゥスを祀る神殿が建てられていた。アグリッパが手掛け2世紀に完成した2000人収容可能な劇場や、柱廊部の部屋に商人や船主が事務所を構えた同業組合広場、ホレア（Horrea）と呼ばれた穀物倉庫、スコラ（Scholae）と呼ばれた職業組合の活動拠点の建物などが整備されていった。
1世紀末ごろから、人口の増加により戸建住宅ドムスは取り壊され、賃貸集合住宅インスラに建て替えられていった。ハドリアヌス帝の時代には、複層階の建物が整然と並ぶ「都会」となった。
2世紀に都市の成長が頂点に達し、人口は5万人を数えるようになる。しかし、河川による堆積土で港が機能しなくなると共に、テヴェレ川対岸に造られたオスティア港（ポルトゥス）に商業港としての機能が徐々に移っていった。3世紀頃からオスティアは徐々に衰退を始め、一部の建物は放棄され廃墟になっていった。オスティアは商業都市から居住都市へと姿を変え、人口の減少と共に賃貸住宅であったインスラや商店等が解体され、富裕層が住むドムスが建てられていった。この富裕層は、ポルトゥス（オスティア港）に権益を持つ元老院階級の人物たちだったと思われる。4世紀頃には居住地としての都市機能を維持するため、フォルムや公共浴場などの改修が行われたことが分かっている。330年頃、皇帝コンスタンティヌス1世がラウレンティーナ門付近に聖ペテロ、聖パウロと洗礼者ヨハネを祀る教会を建設した。
ローマ帝国末期になり、オスティアの街は放棄されたが、ドムスに居住していた一部の上流階級の人々はここに住み続けていた。詩人ルティリウス・クラウディウス・ナマティアヌスは、5世紀には街の衰退は決定的となったことが記しており、歴史家プロコピオスは、6世紀半ばにはテヴェレ川は障害物が満ち、オスティエンセ街道は森と化したため、ローマとの往来は絶たれたと記している。9世紀にサラセン人がティレニア海沿岸を襲撃するに至り、街は完全に放棄され無人となり、残っていた住民は近隣の要塞都市グレゴリオポリスに移住したという。849年には、オスティア沖でイタリア人連合軍とサラセン人の海賊の間でオスティアの海戦が行われた。

## 主な遺構
- ネプチューン浴場（Terme di Nettuno）
- 7賢人浴場（Terme dei Sette sapienti）
- フォルム浴場（Terme del Foro）
- 消防士の宿舎（Caserma dei Vigili）
- 劇場（Teatro）
- 同業組合広場（Piazzale delle Corporazioni）
- アプレイウスの家（Domus di Apuleio）
- 五穀豊穣女神の家（Domus della Fortuna Annonaria）
- キューピッドとプシケの家（Domus di Amore e Psiche）
- 居酒屋（食堂）（Thermopolium）
- フォルム（Foro）
- カピトリウム（Capitolium）
- トラヤヌス帝信者会（Schola del Traiano）

オスティア・アンティカの主な遺構
- カルド・マクシムス通り
- ローマ門の女神像
- マリーナ門跡
- 劇場
- フォルムとカピトリウム
- ローマ神を祀る神殿
- バジリカ
- エパガティアーナの倉庫（商店）
- 倉庫
- 保存用瓶のある建物
- インスラ
- ドムス・フルミナタ
- マイル塚のある家
- 公共トイレ
- フォルム浴場
- 7賢人浴場
- ネプチューン浴場
- 消防士の宿舎
- タヴェルナ（食堂）
- 居酒屋（食堂）

## アクセス
- 近郊鉄道ローマ＝リード線 オスティア・アンティカ駅 (Ostia Antica)